# Lawrence Ferlinghetti
Lawrence Ferlinghetti (Yonkers, Nueva York; 24 de marzo de 1919-San Francisco, California; 22 de febrero de 2021) fue un poeta, traductor, periodista y editor estadounidense perteneciente a la denominada generación beat.

## Biografía
Su padre, inmigrante procedente de Italia, murió antes de que él naciera; la madre, francesa, tuvo un quiebre nervioso cuando él tenía 2 años, y por lo tanto, fue criado por su tío materno Ludovic y su tía de habla francesa Emily. Cuando se separaron, Lawrence fue a vivir con su tía a Francia. Al regresar vivió en un orfanato mientras su tío buscaba trabajo en Manhattan.
Se educó en la Universidad de Carolina del Norte (1937-1941), donde obtuvo el título de periodista; obtuvo una maestría en la Universidad de Columbia y el doctorado en la Universidad de la Sorbona. 
Durante la Segunda Guerra Mundial fue un oficial al mando durante la invasión de Normandía. En 1952 creó en San Francisco la librería y editorial City Lights, en la que publicó sus obras y las de otros poetas beat. 
Fue el último poeta beat al momento de su muerte en continuar sobreviviendo al siglo XX. Durante muchos años, ha sido el máximo representante del movimiento poético de San Francisco, en el que se engloban una gran cantidad de poetas de diversas tendencias que encontraron apoyo literario a través de su librería The City Lights y de la revista City Lights Magazine, así como de recitales poéticos impulsados por Ferlinghetti.

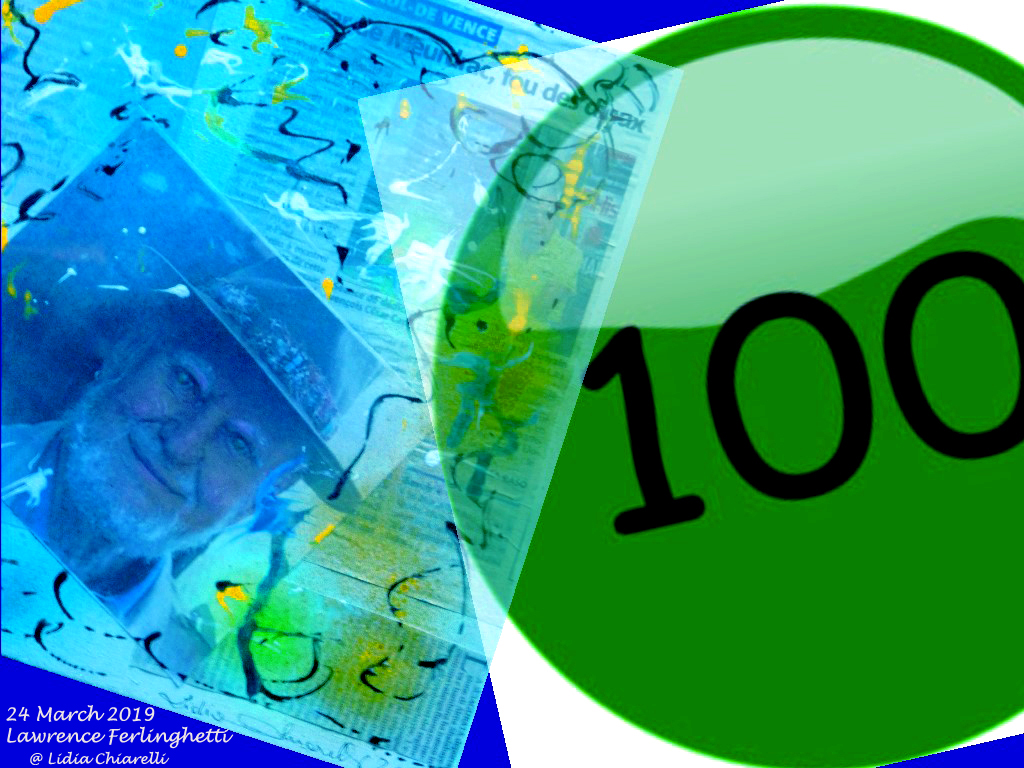
Collage digital creado para celebrar el centenario de Lawrence Ferlinghetti

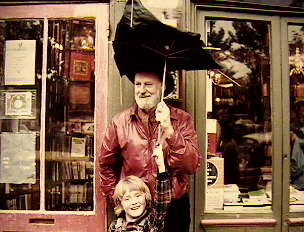
Ferlinghetti y Sylvia Whitman en la puerta de la librería Shakespeare and company en París, ca. 1987.

Su obra refleja el mundo visto con la mirada crítica del desencanto, sobre todo la política y la sociedad de su país. El «sueño estadounidense» se desmorona entre sus estrofas, con las que muestra los errores y horrores que ve, a la vez que anhela un mundo diferente a esa realidad que le rodea. Como periodista trabajó también en la revista Time.
Falleció el lunes 22 de febrero de 2021 a los 101 años de edad tras padecer una enfermedad pulmonar intersticial en su residencia de San Francisco, California.

## Reconocimientos
En 1993 recibió el Premio de Poesía Ciudad de Roma.
En 2009, se convirtió en miembro del Comité Honorario de Immágine&Poesía.

## Obras
- 1958: Un Coney Island de la mente (1958)[4]
- Ella (1960) novela
- 1961: A partir de San Francisco
- 1969: ¿Tyrannus Nix?
- 1979: Paisajes de la vida y la muerte
- 1993: The cool eye
- 1997: A far rockaway of the heart

También es autor de varias obras teatrales.

## Traducciones al español
- El pulso de la luz (poesía escogida). Traductor: Antonio Rómar,  Salto de Página, 2016[5]
- Un parque de atracciones de la mente. Traductor: Antonio Romar, Ya lo dijo Casimiro Parker[6]